# 基西魮
基西魮（学名：Barbus kissiensis）為輻鰭魚綱鯉形目鯉科的其中一個種。該物種被IUCN列為次級保育類動物，分布於非洲尼日河流域，體長可達1.7公分。

## 扩展阅读
維基物種上的相關：基西魮